# 지룽역

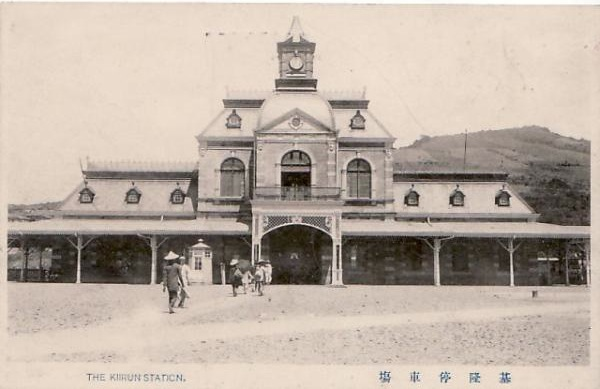
제3세대 지룽 역은 1967년에 해체되었습니다.

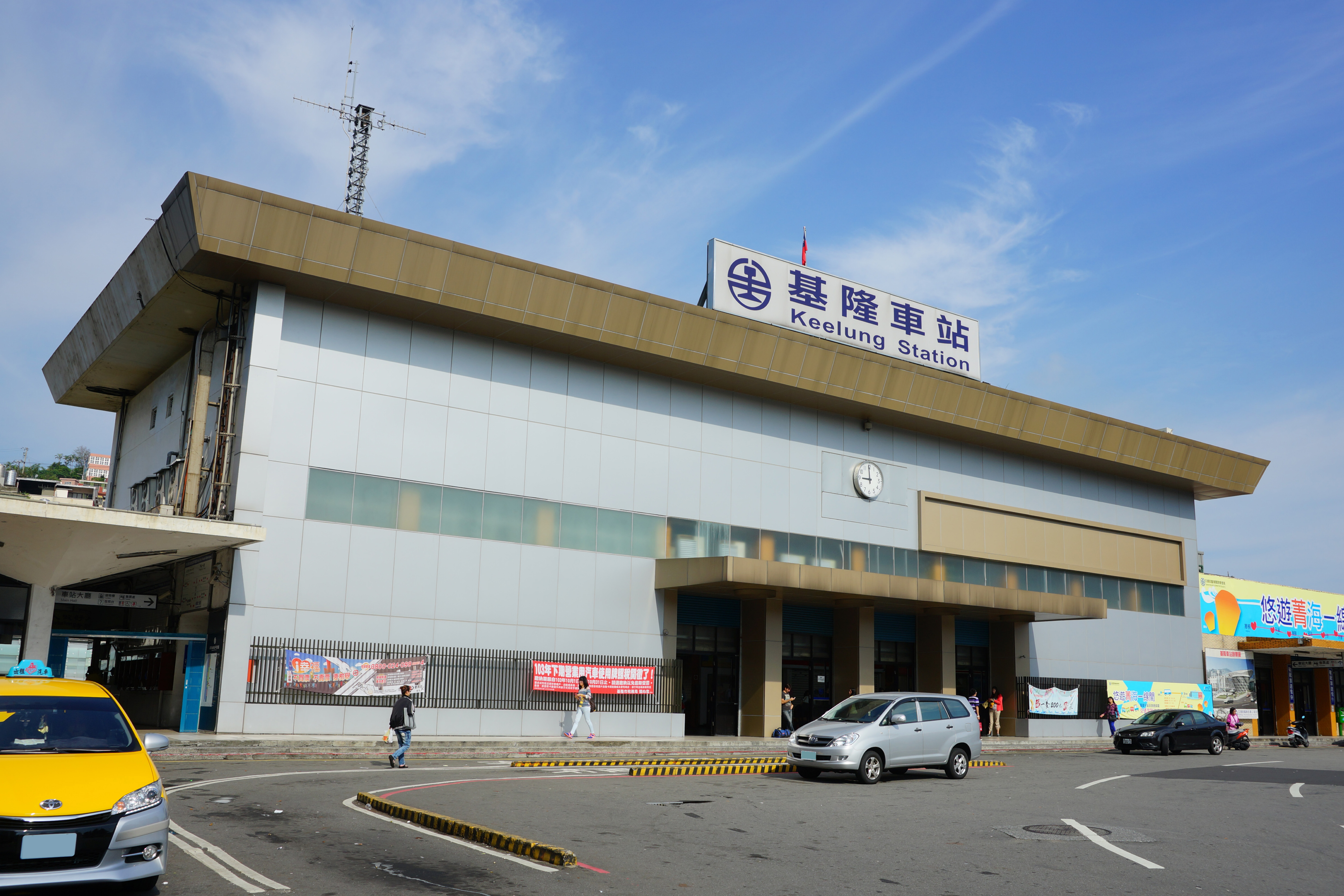
제4세대 지룽 역

지룽역은 타이완 철로 관리국철도의 역이다.

## 역 구조

### 타이완 철로 관리국
승강장
| 1 2 3 4 | 1A 1B 2A 2B | 서부 간선 (역행 출발) | 타이베이, 타오위안, 신주, 먀오리, 타이중, 자이, 타이난, 가오슝, 핑둥 |
| 1 2 3 4 | 1A 1B 2A 2B | 서부 간선 (역행 출발) | 타이베이, 타오위안, 신주, 먀오리, 타이중, 자이, 타이난, 가오슝, 핑둥 |

### 신역 간단한 그림
|             | 역          |                   |
| B1 북역     | B1 플랫폼   | 1F 남역           |
| 1F 북출입구 | 1F 남출입구 | 옛 역 유니콤의 길 |